# Фондацията
Вижте пояснителната страница за други значения на Фондация.
Фондацията е българска рок група, основана в началото на 2013 г. Тя е една от супергрупите в България. Участниците ѝ изпълняват най-големите си хитове в нови акустични аранжименти.

## История
Групата е сформирана в началото на 2013 г. по идея на Дони. Първият им концерт е на 30 април 2013 г. в Студио 5 на НДК. Съвсем скоро групата има участия на фестивали като „Бургас и морето“ и „Аполония“. На 24 май 2013 г. свирят на годишните музикални награди на БГ Радио. През есента същата година Фондацията е на турне в САЩ и Канада. Групата посещава Лос Анжелис, Лас Вегас, Сиатъл, Сан Франциско, Ню Йорк, Чикаго и Детройт в САЩ и Торонто и Монреал в Канада. В края на 2013 г. участват на новогодишния концерт на площад „Батенберг“.
На 2 април 2014 г. изнасят концерт в Зала 1 на НДК. През 2014 г. след поредица концерти в България, Фондацията отново заминават на турне в САЩ и Канада. Този път концертират в Отава, Монреал, Торонто, Калгари, Ванкувър, Сиатъл, Сан Франциско, Лос Анжелис, Лас Вегас, Далас, Чикаго, Хюстън, Маями, Тампа, Атланта, Вашингтон, Ню Йорк и Бостън. На 10 ноември Фондацията изнасят концерт пред 15 000 души в зала Арена Армеец в София.
През 2015 г. Фондацията правят концертно турне в Европа. Изнасят концерти в Париж, Брюксел, Люксембург, Лондон, Виена, Мюнхен, Цюрих, Милано, Амстердам, Франкфурт, Берлин, Мадрид и Хатива. Същата година концертират и в Тел Авив.
През месец февруари 2016 г. Фондацията правят концертно турне в Австралия и Нова Зеландия, в градовете Мелбърн, Аделаида, Бризбейн, Сидни и Оукланд. На 4 април 2016 г. Фондацията изнасят концерт със Симфоничния оркестър на БНР с диригент Григор Паликаров в зала 1 на НДК, където представят албум с 14 песни и книга. През есента на 2016 г. правят национално турне в повечето от по-големите български градове. През месеците ноември и декември 2016 г. концертират в Катар, Дубай и в Москва.
На 27 януари 2017 г. изнасят първия рок-концерт в историята на Кувейт. През 2017 г. правят второ, европейско турне (изнасят концерти във Франкфурт, Амстердам, Брюксел, Мюнхен, Цюрих, Карлсруе, Палма де Майорка, Барселона, Гандия, Малага, Лондон, Виена, Прага и Кипър).
През 2018 г. правят първото околосветско турне на българска група. Изнасят концерти в Токио, Сеул, Хонолулу, Сан Франциско, Сан Диего, Финикс, Денвър, Минеаполис, Отава, Монреал, Торонто, Ню Йорк и Хамбург. През 2019 концертират в Единбург, Дъблин и Лондон и после основно в България, като на 30 октомври отпразнуват 75-годишния юбилей на Кирил Маричков, с голям концерт в НДК зала 1.

## Състав
- Кирил Маричков – вокал, бас-китара, китара, пиано (Щурците)
- Иван Лечев – вокал, китара, цигулка (ФСБ)
- Дони – вокал, бас-китара, пиано, китара (Дони и Момчил)
- Славчо Николов – вокал, китара (Б.Т.Р.)
- Венко Поромански – ударни (Те)